# Королева Юга (телесериал, 2011)
Королева Юга (исп. La Reina del Sur) — оригинальная продукция телекомпании Telemundo. Сериал является первой экранизацией одноимённого романа Артуро Переса-Реверте. Сюжет повествует о жизни Тересы Мендосы, молодой мексиканки, которая после смерти своего любовника-наркодилера, рискуя быть убитой на родине, сбегает от боевиков картеля Синалоа в Европу, впоследствии став самым крупным наркодилером на юге Испании. В основу сюжета положена история реальной женщины, осуждённой в 2007 году.

## Производство

### Процесс
В 2009 году американский канал Telemundo выпустил пресс-релиз, в котором информировалось о намерениях экранизации романа «Королева Юга» испанского писателя Артуро Переса-Реверте. Был снят пилотный трейлер, который на 50 % состоял из кат-сцен музыкального видео к песне «La Reina del Sur» группы Los Tigres del Norte. В 2010 году компания объявила о том, что нашла свою «мексиканку» — ею стала голливудская актриса Кейт Дель Кастильо. Съёмки продлились один год и проходили на четырёх континентах — в США (Майами), Колумбии, Испании, Мексике, Марокко и Великобритании (Гибралтар).

### Коммерческий успех
Имея 10-миллионный бюджет, сериал стал самым успешном продуктом американского испаноязычного телеканала Telemundo, доминируя в вечернем 10-часовом тайм-слоте над большинством крупных англоязычных телевизионных сетей, таких как NBC, ABC и CBS. Сериал был показан в 63 сериях на территории США, и в урезанном, 12-серийном формате на испанском телеканале Antena 3. Последний эпизод показанный в США заполучил самые большие рейтинги за 19-летнюю историю канала Telemundo (4,2 млн зрителей), побив все англоязычные телеканалы США, тем самым заняв первое место в вечернем 10-часовом тайм-слоте среди зрителей возраста 18-49. 31 мая 2011 года Telemundo официально запустили кампанию по номинации сериала на премию Эмми в эфире одного из своих тв-шоу. Сериал был продан менее чем за год после премьеры в более чем 90 стран мира, включая Россию. Премьера сериала на территории России состоялась 19 ноября 2012 года на телеканале Домашний с трансляцией в 22:00 с понедельника по четверг.

## Сюжетная линия
«Королева Юга» — это история Тересы Мендосы (Кейт Дель Кастильо), 23-летней девушки, которая проживала в Мексике со своим бойфрендом Гуэро Давилой (Рафаль Амайа), наркоторговцем и восходящей звездой картеля Синалоа. Гуэро пробовал начать собственный наркобизнес, который пошёл в убыток картелю, за что его убили по приказу Эпифанио Варгаса (Умберто Сурита), лидера картеля. Тереса принимает телефонный звонок, в котором ей говорят немедленно бежать. Не зная деталей смерти Гуэро, Тереса ошибочно полагает, что он был убит его соперниками в организации. Она отдаёт дневник Гуэро Эпифанио Варгасу в обмен на спасение и помощь в побеге из страны.
Приехав в Испанию, друзья Эпифанио предоставляют Тересе шанс начать работать на бизнесмена Дриса Ларби на северном побережье Африки в городе Мелилья. На пароме до пункта назначения она встречает Фатиму Мансур, проститутку, которая работает в баре Дриса «Ямилья». Тереса становится кассиром в баре Дриса, где однажды встречает Сантьяго Фистерра (Иван Санчес), галисийца, который работает контрабандистом чёрного рынка, занимаясь перевозкой табака через Гибралтарский пролив в Испанию вместе со своим другом Лало. У Тересы и Сантьяго начинается роман. Зная, что Сантьяго получает совсем немного за свою работу, и о его желании стать наркоторговцем, в ходе эмоционального конфликта Тереса обещает ему помочь. Через постель ей удаётся договориться с одним своим знакомым, Абделькадером Чаибом, полковником марокканской армии, чтобы тот дал Сантьяго возможность войти в бизнес по торговле гашишем. Торговля приносит большую прибыль, и Тереса вместе с Сантьяго переезжают в Малагу.
Год спустя, испытывая ревностную боль от отказа Тересы, Дрис Ларби вступает в сговор с испанским морским офицером, цель которого оборвать одну из крупных сделок Сантьяго. Вместо этого, Сантьяго погибает в этой перевозке, в то время как Тересу арестовывают и отправляют в тюрьму. Коррумпированный адвокат Сантьяго, Эдди Альварес, впоследствии присваивает всё их с Тересой имущество себе и тратит его на свою любовницу.
В тюрьме, Тереса встречает Патрисию О’Фаррелл (Кристина Урхель), девушку из богатой ирландской семьи испанского происхождения, чей отец бросил её после того как ему пришлось спасать её от неприятностей слишком много раз. Они становятся верными подругами, хотя лесбийские наклонности Патрисии дают о себе знать, и она не раз пытается соблазнить Тересу. После отбывания срока, Пати рассказывает Тересе, что знает о местонахождении 500 кг кокаина, украденных и спрятанных её покойным другом, и планах продать товар обратно владельцам — русской мафии. В ходе переговоров, Тереса сталкивается с криминальным авторитетом Солнцевской мафии Олегом Языковым. Тереса проводит успешные переговоры по продаже кокаина, сорвав на первой в жизни сделке большой куш, тем самым начав своё продвижение в наркобизнесе. Впоследствии Олег и Тереса становятся верными друзьями.
Агент ДЕА, Вилли Ранхель направляется в Испанию, где начинает составлять дело против Тересы, которая быстро становится самым мощным наркоторговцем на юге Испании. Опираясь на дружбу с Языковым, и с помощью Тео Альхарафе (Мигель де Мигель), адвоката и случайного любовника Пати, она открывает компанию грузоперевозок — шелл-компанию, созданную чтобы скрыть истинный бизнес. Вскоре после этого, трое убийц прибывают из Мексики, стремясь отомстить Тересе за прошлое. С помощью Олега, она вылавливает двоих, и, избавившись от того, что изнасиловал её при побеге после смерти Гуэро, она оставляет жизнь второму — Потэ Гальвезу (Дагоберто Гама), который в конце концов становится её телохранителем и единственной ниточкой, связывающей её с родиной. Тереса и Тео сближаются, несмотря на свои оговорки об этом, и, в конце концов, между ними завязываются любовные отношения.
Вилли вводит в компанию Тересы своего агента — Веронику (Сара Мальдонадо), в Испании, которая становится подругой, а впоследствии и любовницей Пати, с целью получить доступ к делам организации Тересы. Также Вилли оказывает давление на Тео, сделав его информатором. Проходят месяцы. Тереса и Тео привлекают внимание СМИ, а Пати, расставшись с Вероникой, углубляется в алкоголь и наркотики. Преследуя Веронику в попытках вернуть её, Пати открывается правда о своей бывшей любовнице: она узнает, что та работает в полиции и использовала Пати, чтобы скомпрометировать Тересу. После эмоциональной сцены, Вероника (которая на самом деле влюбилась в Пати, решив бросить дело) уезжает поздно вечером вместе с ней на авто, в котором они продолжают ссориться. Отчаявшаяся и запутавшаяся Пати не справляется с управлением, и машина падает с обрыва, после чего Вероника погибает. Проснувшись в больнице, Пати говорит Тересе что знает кое-что, но, не успев рассказать ей о полиции, она совершает самоубийство.
Тем временем в Мексике Эпифанио Варгас собирается стать президентом. Его племянник (который на самом деле является его сыном), Рамиро нейтрализует его соперника и кандидата. Взволнованные тем, что глава картеля Синалоа собирается быть избранным президентом Мексики, ДЕА изменяют тактику и предлагают Тересе избежать судебного процесса, сняв с неё все обвинения, если она согласится дать показания против Варгаса и уничтожить его политическую карьеру. В то же время, Варгас приглашает Тересу обратно в Мексику под видом участия в его дебатах, но в действительности желая убить её, потому что она единственный живой человек, который знает о его криминальном прошлом.
Тогда же Олег представляет доказательства, что Тео является полицейским информатором. После этого Тереса так же с ужасом узнаёт, что беременна от предателя Тео. Но по правилам этого бизнеса, она с комом в горле решается избавиться от него. Она устраивает ему ловушку на яхте в открытом море, рассказав о том, что она знает всё, и что она беременна, после чего уходит, оставив Потэ для того, чтобы он избавился от Тео. Обнаружив, что испанская полиция пытается получить ордер на её арест, Тереса принимает от ДЕА предложение и иммунитет в обмен на дачу показаний против Варгаса так же узнав, что всё это время он был её врагом. По возвращении в Кульякан, Варгас пытается сначала судиться с Тересой и не давать показания, но потерпев неудачу, он приказывает боевикам отрезать её дом от линий коммуникации и ликвидировать её. После бурной перестрелки, Тереса чудом выживает, благодаря тому, что Потэ заслонил её от пуль Рамиро. Оставшись 1 на 1, Рамиро направляет на Тересу пистолет, с усмешкой нажав на курок, но магазин оказывается пуст, и Тереса ответной улыбкой с лёгкой руки убивает его одним выстрелом. На следующий день она покидает полицейский участок с триумфом, а Варгаса уводят в наручниках.
В заключительных кадрах показывают беременную Тересу семь месяцев спустя, живущей в мире и спокойствии на приморской вилле где-то в Испании. Спускаясь по веранде, она проходит по пирсу, поглаживая свой живот и улыбаясь, на чём заканчивается сериал под песню, звучащую по радио в её джакузи в первой серии. Из деталей последних серий можно установить, что история сериала длилась на протяжении приблизительно тринадцати лет.

## Роли и персонажи
| Актёр              | Персонаж                                  | Описание |
| ------------------ | ----------------------------------------- | --- |
| Кейт дель Кастильо | Тереза Мендоза, «Мексиканка»              | Девушка Раймундо «Гуэро» Давилы, наркоперевозчика картеля Синалоа, которая вынуждена бежать в Испанию после его смерти. Позже знакомится с Сантьяго «Галисийцем» Фистеррой, связанным с галисийским синдикатом, который вскоре погибает в одной из перевозок, после чего Тереса попадает в тюрьму. После освобождения она устанавливает связь с Солнцевской мафией и вступает в отношения с Тео Альхарафе. В рекламно-застенчивом образе успешной и богатой бизнесвумен местные СМИ прозывают её «Королевой Юга». Будучи уличённой в нарушении закона заключает сделку с полицией, в обмен на дачу показаний против Эпифанио Варгаса в Мексике, чтобы разрушить его политическую карьеру. |
| Умберто Сурита     | Эпифанио Варгас                           | Крёстный отец «Гуэро» Давилы, главарь картеля Синалоа. Начинает политическую карьеру как сенатор от штата Синалоа, с амбициями войти в парламент Мексики. Отец Рамиро «Ратаса» Варгаса. Когда Ратас ликвидирует единственного кандидата в президенты республики, без просьбы Эпифанио, он назначается на его место. После осознания того, как много поставлено на карту, Варгас понимает, что Тереса Мендоса единственный человек, знающий о его криминальном прошлом и сделках с картелем, решая её убить. |
| Рафаэль Амайа      | Раймундо «Гуэро» Давила Парра             | Замечен в основном в воспоминаниях Тересы. Гуэро является восходящей звездой в картеле Синалоа. Погибает от рук людей Эпифанио Варгаса, в результате чего Тереса сбегает в Испанию. Ближе к концу сериала Тереса узнает, что Гуэро был агентом ДЕА и работал с Вилли Ранхелем, и что он был найден и убит по приказу Эпифанио Варгаса. |
| Иван Санчес        | Сантьяго Лопес Фистерра, «Галисиец»       | Контрабандист сигарет и табачных изделий из Галисии (отсюда и его прозвище — Галисиец), работающий в Мелильи, имеющий связи с галисийским синдикатом. В начале их отношений с Тересой она помогает ему войти в торговлю гашишем, после чего он учит её ремеслу контрабанды через Гибарлтарский пролив. Сантьяго погибает в аварии на катере врезавшись в скалы, во время облавы устроенной по инициативе Дриса Ларби. |
| Альберто Хименес   | Олег Языков                               | Криминальный авторитет из Солнцевской мафии. Становится бизнес-партнёром и лучшим другом Тересы после её освобождения из тюрьмы, храня к Тересе тайные чувства. В конечном итоге раскрывает предателя в лице Тео Альхарафе. |
| Кристина Урхель    | Патрисия (Пати) «Лейтенант» О’Фаррелл     | Богатая девушка из ирландско-испанской семьи, известная её алкогольными пристрастиями и лесбийскими подвигами. Знакомится с Тересой в тюрьме и финансирует их ранние операции в наркобизнесе. Влюбляется в Тересу, но в конце концов начинает встречаться с Вероникой, уроженкой Мексики, что и привлекает Пати. Получив условный срок за непреднамеренное убийство Вероники, впадает в глубочайшую депрессию от чувства вины и потери любимой, после чего кончает жизнь самоубийством. |
| Сара Мальдонадо    | Вероника Кортес-Сантос / Гваделупе Ромеро | Сотрудник ДЕА. Уроженка Мексики, изначально работающая на родине, но после, имея симпатию к своему начальнику Вилли Ранхелю отправляется на задание в Испанию. Её целью является соблазнить Пати (к которой в конечном итоге у неё развивается подлинная любовь) и проникнуть в организацию Тересы. Скрывая своё настоящее имя представляется как Вероника Сантос. Погибает в автокатастрофе. |
| Мигель Де Мигель   | Тео Альхарафе                             | Изначально любовник Пати О’Фаррелл. Становится адвокатом Тересы после того как та узнаёт о предательстве своего первичного адвоката (который вступает в сговор с женой Тео — Эухенией, чтобы его убить). Без ведома Тересы становится полицейским информатором, и предаёт её помогая Веронике сливая информацию для ДЕА. Убит Поте по приказу Тересы. |
| Нереа Гармендиа    | Эухения Монтихо                           | Жена Тео. Прочная карьеристка, судящая всё по обложке, не переживая о содержании. Становится сообщницей и любовницей Эдди Альвареса, чтобы убить собственного мужа. Кончает жизнь самоубийством, когда полиция обнаруживает против неё улики. |
| Габриэль Поррас    | Роберто Маркес, «Гато Фьеррос»            | Один из членов картеля Синалоа, который послан ликвидировать Тересу после убийства Гуэро. Во время преследования насилует её, и она выстреливает ему в лицо. Позже он отслеживает Тересу в Испании в компании Потэ и Ратаса. Погибает от рук русской мафии по приказу Олега в месть за Тересу. |
| Сальвадор Сербони  | Рамиро Варгас, «Ратас»                    | Изначально представлен как племянник Эпифанио Варгаса. В дальнейшем раскроется, что он его сын. Психически неуравновешенный и садистский человек. Преследует Тересу с целью убить во время её перелёта в Испанию, но вместо этого попадает в тюрьму. Отсидев срок, отправляется в Испанию вместе с Потэ и Гато, чтобы закончить давно начатое дело, но попадает в руки русской мафии. Ему удаётся бежать обратно в Мексику, продолжая питать необузданную ненависть к Тересе. Узнав, что Эпифанио его отец, а не дядя, он организовывает убийство Антонио Де Лас Касаса, кандидата на пост президента Мексики, чьей кампанией управляет Эпифанио, чтобы правительство назначило его отца главным кандидатом на замену Касасу. По приказу Эпифанио отправляется вместе с боевиками ликвидировать Тересу в её особняк в Кульякане. Погибает от пули Тересы. |
| Дагоберто Гама     | Потеким Гальвес, «Поте»                   | Один из боевиков Бэтмена, изначально посланный вместе с Гато ликвидировать Тересу, и запретив ему насиловать её, оставляет в воспоминаниях Тересы этот фрагмент, благодаря которому Тереса впоследствии оставляет его живым после налёта в Испании. Подслушав о намерениях подорвать автомобиль Тересы, он спасает её за несколько секунд до взрыва. После этого становится её личным телохранителем, и единственным близким человеком с родины. Погибает от пуль Ратаса, заслонив собой беременную Тересу. |
| Алехандро Кальва   | Сесар Гуэмес, «Бэтмен»                    | Правая рука Эпифанио Варгаса. После его ухода в политику берёт на себя руководство картелем Синалоа, но впоследствии Эпифанио сдвигает его с должности, сделав главным Ратаса, из-за чего Бэтмен таит на него злобу. Для того, чтобы держать его в страхе, Ратас убивает всю семью Бэтмена, чтобы предупредить Тересу о намерениях Эпифанио убрать любого кто посмеет дать против него показания. В последний раз появляется злобно улыбающимся вдали, когда выводят арестованного Эпифанио в наручниках. |
| Кристиан Таппан    | Антонио Смит / Вилли Ранхель              | Сотрудник ДЕА, работающий в Мексике. Был наставником Гуэро и сопровождал Тересу в Сан-Диего во время её побега от боевиков картеля Синалоа. Позже он приезжает в Испанию, чтобы завести на неё уголовное дело, при помощи своего агента Вероники Кортес. Узнав о развитии дел в Мексике, он вынужден предложить Тересе сделку в обмен на её показания против Эпифанио Варгаса. |
| Кармен Наварро     | Марсела, «Конехо»                         | Подруга Пати и Тересы, сидевшая с ними в тюрьме. Нанята в качестве секретаря в организацию Тересы. Прозвище «Конехо» (с исп. «La Conejo» — «Кролик») получила из-за того что использовала яд чтобы убить своего жестокого мужа и его мать. |
| Сантьяго Мелендес  | Сатурнино «Нино» Хуарес                   | Бывший глава испанской полиции, который был уволен после того, как было установлено что он тайно работал на Языкова. Впоследствии работал на Олега и частично на Тересу как информатор. Тео убивает его во время перестрелки, когда он обнаруживает что тот работает на полицию. |
| Хуан Хосе Архона   | Пабло Флорес                              | Испанский офицер полиции, отвечающий за дело Тересы Мендосы, после увольнения Хуареса. Эффективный, и несколько безжалостный работник своего дела, он ощущает некое предательство, когда Вилли и ДЕА предлагают Тересе иммунитет. Из последних возможностей пытается обвинить Тересу в убийстве Тео, чтобы помешать ей покинуть Испанию и подвергнуть аресту. |
| Карлос Диас        | Эдди Альварес                             | Первоначально адвокат Сантьяго. Предаёт Тересу украв её активы во время её пребывания в тюрьме. После освобождения она говорит ему в лицо что «ему не удастся обмануть её дважды». Заменив его на Тео, она провоцирует Эдди пойти на сговор с женой Тео Эухенией, чтобы убить его, но терпит неудачу. Прячась от преследования Нино и полиции он случайно падает с высотной стройки и погибает. |
| Начо Фреснеда      | Дрис Ларби                                | Владелец бара «Ямилья» в городе Мелилья, где работала Тереса по приезде в Испанию. Тайно влюблён в Тересу, и горько ревнует её к Сантьяго. После переезда Тересы на материковую часть Испании, вступает в сговор с офицером полиции для перехвата Сантьяго береговой охраной, но в конечном итоге это заканчивается смертью Сантьяго и арестом Тересы. Когда правда открывается, Дрис убегает в Мексику от преследований русской мафии и Тересы, где его убивает Ратас после предоставления информации о местонахождении Тересы. |
| Моника Эстарреадо  | Фатима Мансур                             | Лучшая подруга Тересы, с которой они познакомились во время работы в «Ямилье». Добросердечная женщина, изгнанная из марокканской семьи и вынужденная работать проституткой на юге Испании. В дальнейшем при помощи Тересы и Сантьяго ей удаётся вызволить своего маленького сына из детского дома в Марокко. Годы спустя Тереса помогает переехать Фатиме и её сыну Мохаммеду в Марбелью. Позже Мохаммеда похищает турецкая мафия в качестве возмездия бизнесу Тересы. Фатима погибает вместе с сыном на глазах Тересы во время неудачной спасательной операции. |
| Кука Эскрибано     | Шейла                                     | Работница «Ямильи». Изначально враждовала с Тересой. Спустя время Тереса спасает ей жизнь, и они становятся близкими друзьями. |
| Эдуардо Веласко    | Абделькадер Чаиб                          | Полковник марокканской армии, и по совместительству наркобарон. Союзник и партнёр Тересы по бизнесу. |
| Альфонсо Вальехо   | Марсело Касерес                           | Губернатор Мелильи. Под давлением заставил Тересу оказать ему сексуальные услуги, в обмен на помощь ей. Она публично унижала его, когда познакомилась с Абделькадером, которого она признавала более важным и влиятельным. |
| Пабло Кастаньон    | Лало Вейга                                | Лучший друг Сантьяго и его помощник в контрабандных перевозках. Влюбляется в Сорайю примерно в то же время когда Сантьяго встречает Тересу. Позже захвачен марокканской береговой охраной, где ему был отрезан язык, прежде чем его отправили в тюрьму. Годы спустя Тереса использует своё влияние на Абделькадера, и его освобождают, после чего она перевозит его в дом для инвалидов в Испании. |
| Лорена Сантос      | Сорайя                                    | Коллега Тересы и одна из девочек Ямильи. Изначально сторонница Шейлы и в дальнейшем одна из подруг Тересы. |
| Карим Эль-Керем    | Мохаммед Мансур                           | 17-летний сын Фатимы. Похищен турецкой мафией в месть Тересе. Убит вместе со своей матерью на глазах Тересы в ходе неудачной спасательной операции. |